# Giovanna Marturano
Giovanna Marturano (Roma, 27 marzo 1912 – Roma, 22 agosto 2013) è stata una partigiana e antifascista italiana, nonché esponente di rilievo del movimento femminista.

## Biografia
Nata a Roma da famiglia sarda, studiò al Liceo classico Ennio Quirino Visconti nel rione Pigna e poi alla facoltà di architettura de La Sapienza, ma poi si ritirò poco dopo perché la sua famiglia nel 1936 si trasferì a Milano.
Dopo il trasferimento a Milano divenne operaia e aderì al Partito Comunista Italiano che operava in clandestinità.
Con l'arresto di uno dei suoi fratelli nel 1938 venne schedata dalla polizia come "sovversiva" e scontò un mese di carcere per propaganda antifascista, nel 1941 a Ventotene sposò Pietro Grifone durante il suo confino durante il fascismo.
Nel 1943 operò come staffetta partigiana all'interno delle Brigate Garibaldi, anche al fianco di suo marito Pietro Grifone che, dopo lunghi anni di detenzione per antifascismo, era stato liberato e rischiava la fucilazione.
A guerra finita continuò la militanza politica, conciliandola con una vita familiare impegnata dal figlio Carlo e dalla figlia Anna, e continuando ad aiutare il marito, che aveva assunto incarichi politici di grande responsabilità, divenendo parlamentare del PCI ed uno tra i fondatori e dirigenti del movimento dei contadini nel Sud d'Italia, nel quale si distinse per moderazione e lungimiranza.
Dopo la Liberazione è stata insignita della medaglia di bronzo al valor militare per il suo contributo alla Resistenza, avendo operato come staffetta all'interno delle Brigate Garibaldi. Successivamente fu nominata responsabile dell'archivio del PCI.
È presidente onoraria dell'ANPI (Associazione Nazionale Partigiani d'Italia) della provincia di Roma ed è costante negli ultimi anni la sua attività politica come memoria della resistenza.
Ha affermato, durante la celebrazione per la Festa della Liberazione del 2011 a Porta San Paolo a Roma, "ho 99 anni non voglio morire sotto Berlusconi".
Nel 2012, a 100 anni, si iscrive al Partito Democratico, nel Circolo Nuovo Salario, che viene intitolato alla sua memoria nel 2013; nello stesso anno il consiglio d'istituto del Liceo scientifico statale Augusto Righi ha votato contro il suo intervento all'interno del liceo per l'incontro su "Resistenza a Roma": la decisione ha suscitato polemiche e la dura reazione dell'ANPI.
È morta a Roma all'età di 101 anni: è stata ricordata dal sindaco di Roma Ignazio Marino nella persona del suo vice Paolo Masini presente alla commemorazione funebre come una delle figure più importanti della resistenza romana.

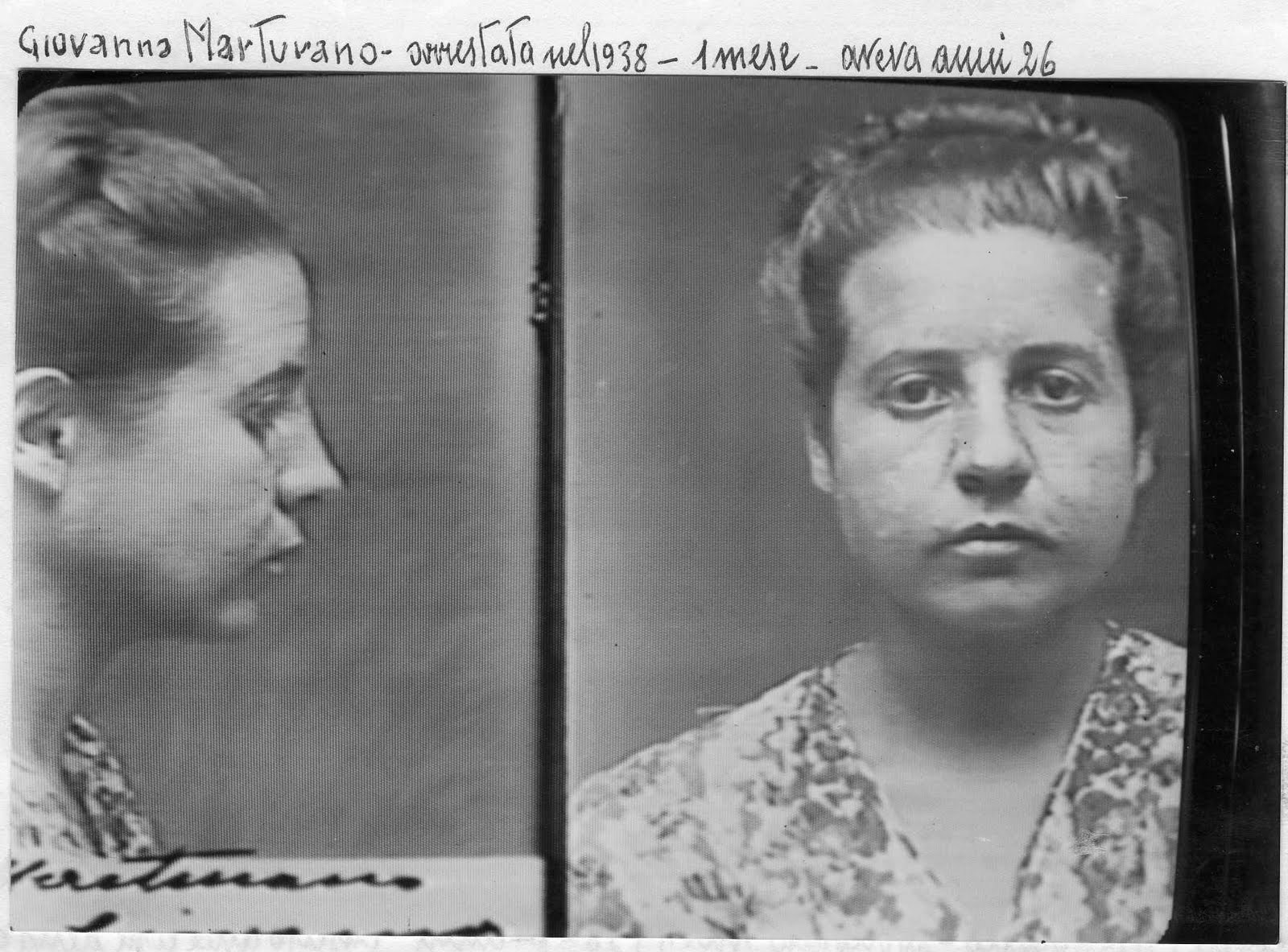
Giovanna Marturano nella schedatura del 1938 quando a Milano venne schedata come "sovversiva" e scontò un mese di carcere per propaganda antifascista.

## Film
- Bimba col pugno chiuso, documentario